# Жакі Ікс
Жак Бернар «Жакі» Ікс (фр. Jacques Bernard "Jacky" Ickx, нар. 1 січня 1945, Брюссель, Бельгія) — бельгійський автогонщик, учасник автоперегонів у класі Формула-1 та інших автоспортивних класів. Перший в історії чемпіон Європи з автоперегонів у класі Формула-2, дворазовий віце-чемпіон світу Формули-1, шестиразовий переможець гонки «24 години Ле-Мана», чемпіон серії Кан-Ам, переможець «Ралі Дакар». За свої досягнення на гонці в Ле-Мані отримав прізвисько «Месье Ле-Ман».

## Біографія

### Початок кар'єри
В автоспорт Жакі Ікс потрапив завдяки свому батьку, спортивному журналісту, який, прагнучи зацікавити сина перегонами, купив йому 50-кубовий мотоцикл Zündapp. Незабаром після початку кар'єри Жакі виграв чемпіонат Європи з тріалу, а в 1965 році став чемпіоном Бельгії з автогонок у класі кузовних авто.

## Нагороди та звання
У 2000 році став почесним громадянином міста Ле-Ман, у 2002 році введено до Міжнародної зали слави моторного спорту. Є дванадцяти кратним абсолютним чемпіоном Бельгії з автогонок (це звання присвоюється за підсумками року спортсмену з Бельгії що домігся найбільших успіхів в автогонках незалежно від чемпіонату, в якому він виступав). 
Іменем Жакі Ікса названі десятий поворот бельгійської гоночної траси Золдер та поворот на італійському автодромі Варано.
Жакі Ікс ніколи не сумував, що йому так і не довелося стати чемпіоном Формули-1. Своїм найкращим досягненням він вважає той факт, що йому вдалося залишитися в живих після ста тисяч кіл перегонів.

## Особисте життя
Дочка Жакі, Ваніна Ікс, також бере участь в автоперегонах.